# غرفة عمليات تأمين وحماية سرت والجفرة
تشكلت غرفة عمليات تأمين وحماية سرت والجفرة بقرار القائد الأعلى للالجيش الليبي فايز السراج رقم (1) لسنة 2020، التابع لـ حكومة الوفاق الوطني.

## المهام
تتولى الغرفة مهمة التنسيق والتعاون بين الوحدات التابعة لوزارة الداخلية الليبية وكافة الأجهزة الأمنية ذات العلاقة الواقعة في حدود مدينة سرت و‌بلدية الجفرة.

## آمر الغرفة
تم تكليف العميد إبراهيم محمد أحمد بيت المال رئيساً للغرفة، صاحب الرقم العسكري 8894.

## تاريخ أنشاء الغرفة
تم تشكيل الغرفة يوم الثلاثاء 7 يناير 2020 الموافق 12 جمادى الأولى 1441.

## الفريق الإعلامي للغرفة
تأسس الفريق الإعلامي للغرفة في يوم 11 يناير 2020 بقرار من آمر غرفة عمليات تأمين وحماية سرت والجفرة العميد إبراهيم بيت المال.
يرأس الفريق الإعلامي م.أحمد عبد السلام القاضي - إعلامي بمدينة مصراتة.
منذ ذالك الحين وحتى اليوم لا يزال الفريق الإعلامي يواصل الليل بالنهار لتغطية الأحداث الواقعة داخل نطاق الغرفة أولاً بأول، كما يشرف الفريق الإعلامي على مجلة ”صدى البنيان“ والتي سيعلن عن انطلاقتها قريباً.